# 湯普森鎮區 (明尼蘇達州基特遜縣)
湯普森鎮區（英語：Thompson Township）是位於美國明尼蘇達州基特遜縣的一個行政鎮區。

## 歷史
湯普森鎮區於1882年設立，得名自早期定居者威廉·湯普森（William Thompson）、羅伯特·湯普森（Robert Thompson）及佐治·湯普森（George Thompson）三兄弟。

## 地方資料
湯普森鎮區的面積為93.24平方千米，當中陸地面積為92.71平方千米，而水域面積為0.53平方千米。根據2020年美國人口普查的數據，當地共有人口137人，而人口密度為每平方千米1.47人。